# Olazti/Olazagutía
Olazti/Olazagutía là một đô thị trong tỉnh và cộng đồng tự trị Navarre, Tây Ban Nha. Đô thị này có diện tích là 19,6 ki-lô-mét vuông, dân số năm 2009 là 1737 người với mật độ 88,62 người/km². Cự ly so với tỉnh lỵ là 53 km.